# Trilinoléine
La trilinoléine, ou simplement linoléine, est un triglycéride constitué de trois résidus d'acide linoléique estérifiant un résidu de glycérol.
Elle est utilisée dans la production de biogazole et de certains cosmétiques.